# Sarkand (ort)
Sarkand (kazakiska: Sarqan, ryska: Сарканд) är en ort i Kazakstan.   Den ligger i oblystet Almaty, i den östra delen av landet, 900 km sydost om huvudstaden Astana. Sarkand ligger 772 meter över havet och antalet invånare är 76 919.
Terrängen runt Sarkand är varierad. Runt Sarkand är det glesbefolkat, med 9 invånare per kvadratkilometer. Det finns inga andra samhällen i närheten. Trakten runt Sarkand består i huvudsak av gräsmarker.